# Spoorlijn Lersøen - Østerport
De spoorlijn Lersøen - Østerport is de enkelsporige lijn tussen het voormalige goederenstation Lersøen en Østerport in de Deense hoofdstad Kopenhagen.
De lijn is aangelegd als goederenverbinding tussen de spoorlijn Hellerup - Vigerslev, die oorspronkelijk is geopend als goederenlijn en de spoorlijn Kopenhagen - Helsingør.